# Budakalász
Budakalász là một thành phố thuộc hạt Pest, Hungary. Thành phố này có diện tích 15,17 km², dân số năm 2010 là 10427 người, mật độ 687 người/km².